# Нуньес, Эктор
Э́ктор Ну́ньес Бе́льо (исп. Héctor Núñez Bello; 8 мая 1936, Монтевидео — 19 декабря 2011, Мадрид) — уругвайский футболист и тренер.

## Карьера

### Клубная
Первой командой Нуньеса стал «Насьональ» из Монтевидео, за который Эктор отыграл пять лет, три раза победив в чемпионате Уругвая. В 1959 году молодой нападающий перешёл в «Валенсию». Нуньес практически сразу же стал игроком основы, несмотря на наличие в составе «летучих мышей» двух классных форвардов — Висенте Гильота и Вальдо. С «Валенсией» Нуньес выиграл два Кубка Ярмарок (1962 и 1963 годов); в розыгрыше Кубка 1961/62 он забил 7 голов в 8 матчах, уступив лишь Вальдо и Гильоту (9 и 8 мячей).

### Тренерская
В качестве футбольного наставника Эктор Нуньес дебютировал в 1971 году, когда он возглавил испанский «Тенерифе». Впоследствии Нуньес тренировал множество испанских («Вальядолид», «Атлетико», «Лас-Пальмас» и другие) и латиноамериканских клубов. Наибольшего успеха он добился со сборной Уругвая — в 1995 году «урус» стали победителями Кубка Америки. Тогда же Нуньес был признан лучшим тренером года на южноамериканском континенте.

## Достижения

### Игрока
- Чемпион Уругвая: 1955, 1956, 1957
- Обладатель Кубка ярмарок: 1961/62, 1962/63
- Финалист Кубка ярмарок: 1963/64

### Тренера
- Победитель Рекопа Южной Америки: 1989
- Обладатель Межамериканского Кубка: 1989
- Победитель Кубка Америки: 1995
- Тренер года в Южной Америке: 1995